# Eupithecia aporia
Eupithecia aporia är en fjärilsart som beskrevs av András Vojnits 1975. Eupithecia aporia ingår i släktet Eupithecia och familjen mätare. Inga underarter finns listade i Catalogue of Life.